# Dainese
Dainese je italijansko podjetje, ki proizvaja obleke za motoriste in obleke za druge ekstremne športe kot npr. downhill kolesarjenje in downhill smučanje. Podjetje je ustanovil Lino Dainese leta 1972.Dainese je v lasti bahrajnskega podetja Investcorp. Znani športniki, ki uporabljajo Dainese obleke so npr. Valentino Rossi in Jorge Lorenzo.
Dainese je tudi razvil obleko z airbagom, ki se sama napihne, ko detektor zazna padec.